# Lago Sayram
Il lago Sayram (赛里木湖S, Sàilǐmù húP; in kazako Сайрам көлі?, Sairam köli; in mongolo Сайрам нуур, Sairam nuur) è un lago salato della Cina nordoccidentale sito nella regione autonoma dello Xinjiang sul confine nordoccidentale dei monti Borohoro, non lontano dalla frontiera con il Kazakistan e a nord di Yining. Si trova al confine tra le prefetture autonome kazaka di Ili e mongola di Börtala. Lungo la sua riva meridionale si estende la strada che va da Ürümqi ad Almaty.

## Descrizione
Il lago si trova a un'altezza di 2019 m s.l.m. e la sua superficie è di circa 450 km2, mentre la sua profondità arriva fino a circa 80 m. Sebbene l'acqua sia salata, in inverno ghiaccia. In estate presso i pendii montuosi e le ampie frange erbose attorno al lago si insediano i pastori kazaki e mongoli con le loro iurte, i quali portano al pascolo cavalli, bovini, pecore e cammelli.
A luglio vi si tiene un naadam di sei giorni, una sorta di fiera estiva con corse di cavalli, lancio delle pecore, lotta, gare di "inseguimento delle ragazze" e molti banchetti.
Nei pressi del lago vi è una piccola pensione di campagna.